# Sempliner Gebirge
Sempliner Gebirge (nach dem slowakisch-ungarischen Zemplín) ist die deutsche Bezeichnung für zwei benachbarte, aber geologisch separate Gebirge:
- den Bergzug Zemplínske vrchy in der Slowakei
- den Bergzug  Zempléni-hegység, in Ungarn, das alternativ als Tokaji-hegység, Tokajer Gebirge, bekannt ist.

Der Name Tokajer Gebirge wird ebenfalls beiderseits der Grenze unterschiedlich verwendet.

## Geologie
Der slowakische Gebirgszug Zemplínske vrchy ist vorwiegend aus Sedimentgesteinen aufgebaut. Im Karbon (Stefanium) lagerten sich grobkörnige Konglomerate (Basalkonglomerat) an der Basis einer jungpaläozoisch-mesozoischen Sedimentabfolge, gefolgt von polymikten Sandsteinen, Tonsteinen bis tonigen Schiefern mit violett-roten und rötlich-braunen Farben. Sie sind von gangartigen Intrusionen rhyolithisch-dazitischer Vulkanite durchschlagen, von denen auch entsprechende Pyroklastika und Tuffite vorkommen. Im Süden des slowakischen Teils entstanden hier während der Mitteltrias massive und gebankte Kalksteine und Dolomitgesteine in einem marinen Milieu. Die Kalksteine sind durch Steinbrüche erschlossen. Eine kleine inselbergartige Erhebung im Süden, mit den Kuppen Roháč (162 m) und Tarbucka (278 m), besteht aus pyroxenitischen Andesiten des miozänen (Sarmatium) Vulkanismus und ihrer Brekzien. Ein kleines Vorkommen bei dem Ort Streda nad Bodrogom aus brekziösen Hyaloklastiten und basaltartigen Laven bildet einen schlotartigen Aufschluss nahe der Tufové pivnice. Am Fuße der Erhebung bilden quartären Ablagerungen aus äolischen Sedimenten die oberen Schichtenlagen, vorwiegend feinkörnige Sande der letzten kaltzeitlichen Intervallen.